# Kolaboracja pod okupacją japońską podczas II wojny światowej
Kolaboracja pod okupacją japońską podczas II wojny światowej
Powstanie kolaboracji pod okupacją japońską wiązało się z planami utworzenia tzw. „Wielkiej Wschodnioazjatyckiej Strefy Wspólnego Dobrobytu”. W jej skład miały wchodzić wszystkie obszary podbite przez armię japońską, a nie wchodzące do Cesarstwa Japonii oraz z wyjątkiem kilku strategicznych punktów, jak np. Singapur, gdzie zachowano administrację wojskową. W ramach powyższej strefy miały istnieć nie kolonie ani protektoraty, ale zespolone wokół niej wolne stowarzyszenia narodów. Dotyczyło to: Birmy, Tajlandii, Malezji, Filipin, Indii Holenderskich i Indochin, które Japończycy traktowali już jako podległe sobie terytorium, mimo że władzę sprawowała tam jeszcze administracja francuska. W dniu 5 listopada 1943 r. doszło w Tokio do Zgromadzenia Narodów Wschodniej Azji, na które przybyli delegaci wszystkich narodów stowarzyszonych z Japonią. Zakończyło się ono przyjęciem symbolicznej „Wspólnej deklaracji krajów Azji Wschodniej”. 
Pod wpływem klęsk wojennych na Pacyfiku japońskie kręgi wojskowe, podobnie jak Niemcy w Europie, postanowiły sięgnąć do rezerw ludzkich okupowanych krajów. Pod koniec 1943 r. w Sajgonie dowództwo na obszar południowo-wschodniej Azji wydało rozkaz o organizowaniu sił ochronnych (tzw. Giyu-gun) i pomocniczych (tzw. Heiho). W wyniku tego powstało w podbitych krajach kilka formacji wojskowych, które – poza Indyjską Armią Wyzwoleńczą – spełniały funkcje pomocnicze wobec sił japońskich.
Przejawy kolaboracji pod okupacją japońską:
- Birma – stojący na czele kolaboranckiego rządu Ba Maw, Patriotyczne Siły Birmy, nazwane później BIA (Burma Independent Army), Birmańska Armia Wyzwoleńcza, przemianowana w Birmańską Armię Narodową na czele z gen. Aung San, Arakańska Armia Obronna,
- Tajlandia – rządu feldmarszałka Plaeka Pibulsongkrama,
- Filipiny – prezydent Drugiej Republiki Filipin Jose P. Laurel, Komitet Niepodległości Filipin, Bisig Bakal ng Tagala, Makapili, kolaborancka Policja Filipińska, KALIBAPI,
- Mandżukuo – były cesarz chiński Puyi, Cesarska Armia Mandżukuo, Yoshiko Kawashima
- Chiny – stojący na czele kolaboranckiego Zreorganizowanego Narodowego Rządu Republiki Chińskiej ze stolicą w Nankinie Wang Jingwei, a po jego śmierci w 1944 r. Chen Gongbo, Armia Tymczasowego Rządu Republiki Chińskiej, Armia Pokojowego Budowania Narodu, Armia Wschodniego Hebei,
- Mengjiang – mongolski książę Demchugdongrub, Armia Mongolii Wewnętrznej, Narodowa Armia Mengjiang,
- Tajwan – Ochotnicze Oddziały Takasago
- Holenderskie Indie Wschodnie – stojący na czele komitetu Badan Penyelidik Usaha Persiapan Kemerdekaan Indonesia (BPUPKI) Sukarno, organizacje zbrojne Pembela Tanah Air (PETA), Barisan Hizbullah,
- Malaje – organizacje zbrojne Giyu-gun, Fujinkai, Jikeidan, Seinendan, Gokkukotai, Keibodan,
- Korea – ochotnicza służba w wojsku japońskim, straży obozowej i policji,
- Hindusi, Aborygeni, Maorysi – pracownicy japońskich wojskowych rozgłośni radiowych, czy służb propagandowych,
- Biali Rosjanie i Kozacy – działająca w Mandżukuo Rosyjska Partia Faszystowska z Konstantinem W. Rodzajewskim na czele, Brygada Asano, tzw. Oddział Pieszkowski, Rosyjskie Oddziały Wojskowe Armii Mandżukuo.

Nadmienić można o utworzeniu np. Indyjskiej Armii Narodowej.